# Jiangmen
Jiangmen léase Chiáng-Mén (en chino simplificado, 江门; en chino tradicional, 江門; pinyin, Jiāngmén es una ciudad-prefectura en Cantón, provincia al sur de China con una población de aproximadamente 4,44 millones de habitantes en un área de 9443 km².

## Nombre
Los caracteres  de la ciudad (江门) tuvieron  varias transliteraciones como Kong-Moon, Kongmun  o Kiangmoon. Estos nobles nombres significan literalmente "Puerta del Río". El área se refería  alternativamente como Siyi (五邑).
El nombre Jiangmen es a menudo  objeto de risas porque los caracteres en cantonés se pronuncian Kangmén sonido idéntico para 肛门 que en cantonés significan ano. Como resultado se han producido algunas propuestas para cambiar el nombre de la ciudad. En 2009 se propuso cambiar el nombre a "Qiaodu" (侨都) "Ciudad de Ultramar".

## Historia

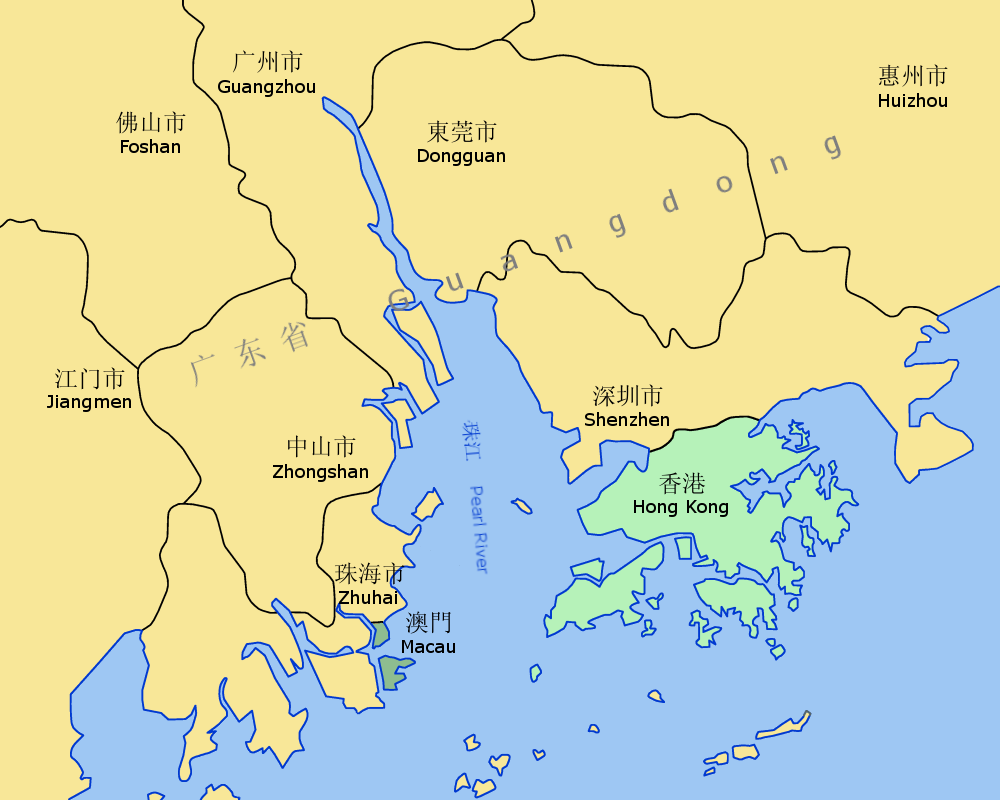
Mapa del delta del río Perla donde aparece a la izq. Jiangmen

En la dinastía Ming temprana (1368-1644) los bazares comenzaron a aparecer en esta área. En los primeros años del siglo XVII se convirtió gradualmente en un centro comercial en el delta del río Perla. Jiangmen solía ser una dependencia del Condado Xinhui, pero desde 1925, se convirtió en ciudad independiente.
El puerto de Jiangmen abrió al comercio occidental en 1902, uno de los legados de este período es un barrio histórico en la costa,la ciudad cuenta con un proyecto de renovación para esas estructuras. Jiangmen fue proclamada ciudad en 1951, y más tarde se convirtió en la capital administrativa de la prefectura de la región de Siyi que incluía Taishan, Kaiping, Xinhui, Enping y Heshan.

## Economía
Jiangmen fue seleccionado por el Estado chino como ciudad piloto para un programa de información a nivel nacional. También fue elegido por el Consejo de Cooperación Económica del Pacífico como una ciudad de prueba para la Integración Regional de Economía Sostenible. De acuerdo con el "Informe sobre el Medio Ambiente de Inversiones en China 2003" por el Banco Mundial, Jiangmen fue clasificada como la cuarta después de Shanghái, Hangzhou y Dalian de 23 ciudades en proceso de evaluación en China. Entre los diversos indicadores, Jiangmen destacó en la infraestructura, la redundancia de trabajo, la proporción de empresas mixtas, los pagos informales para el gobierno, los impuestos, la productividad y la tasa de inversión.
Las estrategias de desarrollo económico dentro de la ciudad se centran en los tres distritos urbanos. Está previsto desarrollar cuatro áreas económicas especiales que fomenten la inversión.
El puerto de la ciudad es el segundo mayor puerto fluvial de toda la provincia. El gobierno local tiene previsto desarrollar una zona industrial del puerto con la industria pesada para incluir petroquímicas y plantas de maquinaria, así como una economía basada en lo marítimo
Al igual que en otras ciudades del delta del río Perla, el sector manufacturero desempeña un papel significativo en la economía. Las industrias principales incluyen la fabricación de motocicletas, electrodomésticos, electrónica, papel, procesamiento de alimentos, fibras sintéticas y prendas de vestir, así como textiles y productos de acero inoxidable. Algunos nombres de marca en todo el mundo tienen fábricas en esta ciudad.

## Culinario
El contribución culinaria del Jiangmen al mundo son los fideos Kong Moon que están famosos en todo el mundo.

## Administración
Jiangmen se divide en 3 distritos y 5 municipios:
| Mapa                     | #         | Nombre | Hanzi        | Pinyin  | Población (2010 Census) | Área (km²) | Densidad (/km²) |
| ------------------------ | --------- | ------ | ------------ | ------- | ----------------------- | ---------- | --------------- |
|                          |           |        |              |         |                         |            |                 |
| Zona central (distritos) |           |        |              |         |                         |            |                 |
| 1                        | Jianghai  | 江海区 | Jiānghǎi Qū  | 254,365 | 107                     | 2377,24    |                 |
| 2                        | Pengjiang | 蓬江区 | Péngjiāng Qū | 719,120 | 325                     | 2212,67    |                 |
| 3                        | Xinhui    | 新会区 | Xīnhuì Qū    | 849,155 | 1260                    | 673,93     |                 |
| Ciudades satélite        |           |        |              |         |                         |            |                 |
| 4                        | Enping    | 恩平市 | Ēnpíng Shì   | 492,814 | 1698                    | 290,23     |                 |
| 5                        | Taishan   | 台山市 | Táishān Shì  | 941,087 | 3286                    | 286,39     |                 |
| 6                        | Kaiping   | 开平市 | Kāipíng Shì  | 697,395 | 1659                    | 420.37     |                 |
| 7                        | Heshan    | 鹤山市 | Hèshān Shì   | 494,935 | 1108                    | 446,69     |                 |

## Clima
La ciudad tiene un clima monzónico marítimo que ofrece un clima cálido y húmedo. Su temperatura durante un año varía ligeramente, en un valor promedio de 22 °C. Abril y septiembre son los meses lluviosos con el 80 % de las precipitaciones de todo el año. Los tifones pueden golpear la región con frecuencia de julio a septiembre.
| Parámetros climáticos promedio de Jiangmen | Parámetros climáticos promedio de Jiangmen | Parámetros climáticos promedio de Jiangmen | Parámetros climáticos promedio de Jiangmen | Parámetros climáticos promedio de Jiangmen | Parámetros climáticos promedio de Jiangmen | Parámetros climáticos promedio de Jiangmen | Parámetros climáticos promedio de Jiangmen | Parámetros climáticos promedio de Jiangmen | Parámetros climáticos promedio de Jiangmen | Parámetros climáticos promedio de Jiangmen | Parámetros climáticos promedio de Jiangmen | Parámetros climáticos promedio de Jiangmen | Parámetros climáticos promedio de Jiangmen |
| Mes                                        | Ene.                                       | Feb.                                       | Mar.                                       | Abr.                                       | May.                                       | Jun.                                       | Jul.                                       | Ago.                                       | Sep.                                       | Oct.                                       | Nov.                                       | Dic.                                       | Anual                                      |
| ------------------------------------------ | ------------------------------------------ | ------------------------------------------ | ------------------------------------------ | ------------------------------------------ | ------------------------------------------ | ------------------------------------------ | ------------------------------------------ | ------------------------------------------ | ------------------------------------------ | ------------------------------------------ | ------------------------------------------ | ------------------------------------------ | ------------------------------------------ |
| Temp. máx. media (°C)                      | 17.7                                       | 17.7                                       | 20.7                                       | 24.5                                       | 28.1                                       | 30.3                                       | 31.5                                       | 31.2                                       | 30.0                                       | 27.4                                       | 23.4                                       | 19.6                                       | 25.2                                       |
| Temp. mín. media (°C)                      | 12.2                                       | 13.1                                       | 16.2                                       | 20.2                                       | 23.6                                       | 25.7                                       | 26.3                                       | 26.0                                       | 24.9                                       | 22.3                                       | 17.8                                       | 13.8                                       | 20.2                                       |
| Lluvias (mm)                               | 32.4                                       | 58.8                                       | 82.5                                       | 217.4                                      | 361.9                                      | 339.7                                      | 289.8                                      | 351.6                                      | 194.1                                      | 116.9                                      | 42.6                                       | 35.2                                       | 2122.9                                     |
| Días de lluvias (≥ 0.1 mm)                 | 6                                          | 10                                         | 12                                         | 12                                         | 15                                         | 17                                         | 16                                         | 16                                         | 13                                         | 7                                          | 5                                          | 4                                          | 133                                        |
| Horas de sol                               | 132.4                                      | 81.8                                       | 75.9                                       | 87.8                                       | 138.4                                      | 168.2                                      | 226.2                                      | 194.7                                      | 182.2                                      | 195.0                                      | 177.6                                      | 167.6                                      | 1827.8                                     |
| Humedad relativa (%)                       | 74.3                                       | 80.6                                       | 84.9                                       | 86.2                                       | 85.6                                       | 84.4                                       | 82.2                                       | 82.5                                       | 79.0                                       | 73.4                                       | 69.3                                       | 68.8                                       | 79.3                                       |
| Fuente: SMG                                |                                            |                                            |                                            |                                            |                                            |                                            |                                            |                                            |                                            |                                            |                                            |                                            |                                            |

## Transporte
Jiangmen cuenta con una red  de carretera interurbano (entre Guangzhou, Foshan, Zhuhai, Zhongshan, Yangjiang etc.). Se  conecta  con autopistas con las regiones al suroeste de Guangzhou y también la provincia de Guangxi. Una red de carreteras dentro de la ciudad se ha construido desde finales de 1990 para facilitar la integración industrial dentro de la ciudad.
Los Ferrocarriles llegaron a Jiangmen recientemente. La ciudad cuenta con estaciones del tren de alta velocidad Guangzhou-Zhuhai abierto en 2011. Desde finales del 2012, Jiangmen también es servida por el ferrocarril Guangzhou–Zhuhai.